# BPT 모델
BPT 모델(Brownian Passage Time)은 브라운 운동을 이용해 단순한 물리 해석을 바탕으로 이용하는 확률적 재생 모델이다. 모델에서 특정 상태 변수가 임계값에 도달하는 데 걸리는 시간을 확률적으로 설명하며, 주로 재해 발생 주기, 시스템의 고장 시간 등 시간에 따라 변화하는 현상을 예측하는 데 사용된다. BPT 모델은 안정적인 부하 증가에 브라운 운동을 추가하여 확률적 부하 상태 프로세스를 생성한다. 특정 임계값에 도달하면 지진 발생이나 시스템 고장과 같은 정해진 "사건"이 발생하고, 부하 상태는 초기 수준으로 재설정되어 새로운 주기가 시작된다. 이러한 과정은 브라운 이완 발진기로 설명할 수 있으며, 각 사건 간의 간격은 브라운 통과 시간 분포를 따른다.

## 모델 정의
BPT 모델에서 가장 많이 사용하는 시간 t에 대한 확률밀도함수는 다음과 같다.
{\displaystyle f(t;\mu ,\alpha )={\frac {\mu }{\sqrt {2\pi \alpha ^{2}t^{3}}}}\exp \left(-{\frac {(t-\mu )^{2}}{2\mu \alpha ^{2}t}}\right)}
위 수식에서 μ는 평균 재발 간격으로 사건이 다시 발생하기까지 걸리는 평균 시간이며, α는 변동 계수(aperiodicity)로 각 사건이 발생하는 평균 기간의 오차이다.
위 함수에 따른 BPT 모델에서 사건이 일어나자마자 그 사건이 다시 재발할 확률은 0이다. 사건이 발생할 위험률은 시간이 지남에 따라 0에서 꾸준히 선형적으로 증가하여 평균 재발 시간 근처에서 최대값에 도달한 후, 조건부 확률이 시간에 독립적이 되는 준정상 상태 수준으로 점근적으로 감소한다. 사건이 발생할 평균 재발 시간의 변동 계수가 1/√2 (약 0.707)보다 작거나, 같거나, 크기 때문에 준정상 고장률은 평균 고장률보다 크거나, 같거나, 작을 수 있다.

## 사용 예시
BPT 모델은 지진의 재발 시간을 예측, 즉 지진 예보에 널리 사용된다. 지진 발생 간격이 브라운 통과 시간 분포를 따른다고 가정하여, 장기적인 지진 발생 확률을 예측하고 지진 위험을 평가하는 데 기여한다. 일본의 판 내부 지진의 고지진 및 역사지진 데이터를 사용하여 BPT 모델의 비주기성 매개변수를 검토하는 연구가 수행되기도 했다.
신뢰성 공학에서는 기계나 시스템의 고장 시간을 예측하고 수명을 분석하는 데 BPT 모델이 활용될 수 있다. 특히, 태양광 모듈의 사용 수명 예측과 같은 분야에서 물리학 기반 모델과 통계학적 모델이 함께 사용된다.

## 같이 보기
- 지진 예측